# Eheu fugaces labuntur anni
La locuzione latina Eheu fugaces labuntur anni, tradotta letteralmente, significa Ahimè gli anni scorrono velocemente. (Orazio, Odi, Il, 14, 1).
Il poeta, parlando di sé, non riusciva ad accettare la propria vecchiaia, con il passare degli anni.
L'espressione collima con versi virgiliani: "Fugit irreparabile tempus" (Georgiche, III, 284); "Breve et inreparabile tempus omnibus est vitae" ("... il tempo della vita/ è breve e irreparabile per tutti", Eneide X, 467-468)  